# One for Sorrow
One for Sorrow is het vijfde album uit 2011 van de Finse melodicdeathmetalband Insomnium.

## Track listing
| 1.                 | Inertia                   | 3:43 |
| 2.                 | Through the Shadows       | 4:31 |
| 3.                 | Song of the Blackest Bird | 7:29 |
| 4.                 | Only One Who Waits        | 5:17 |
| 5.                 | Unsung                    | 5:04 |
| 6.                 | Every Hour Wounds         | 5:25 |
| 7.                 | Decoherence               | 3:18 |
| 8.                 | Lay The Ghost To Rest     | 7:46 |
| 9.                 | Regain the Fire           | 4:27 |
| 10.                | One for Sorrow            | 6:07 |
| Totale duur: 53:07 |                           |      |

| Nr. | Titel                                                            | Duur |
| --- | ---------------------------------------------------------------- | ---- |
| 11. | Weather the Storm (featuring Mikael Stanne of Dark Tranquillity) | 4:53 |